# Mimosa gardneri
Mimosa gardneri är en ärtväxtart som beskrevs av George Bentham. Mimosa gardneri ingår i släktet mimosor, och familjen ärtväxter.

## Underarter
Arten delas in i följande underarter:
- M. g. brevipinna
- M. g. gardneri
- M. g. paucipinna